# Avenue Sakharov
L'avenue Académicien Sakharov (russe : Проспект Академика Сахарова, Prospekt Akademika Sakharova) est une artère du centre de Moscou, dans le district de Krasnosselski. 

## Situation et accès
Au sud, la rue est limitée par la place Turgenevskaïa et le boulevard périphérique. Au nord, l'avenue se termine au croisement en forme de T avec la rue Kalanchyovskaïa, près de la place Komsomolskaïa. En son milieu, elle traverse le ceinture des Jardins (rue Sadovaya-Spasskaïa).

## Origine du nom
La voie rend hommage à Andreï Sakharov, physicien et lauréat du prix Nobel de la paix.

## Historique
Le plan général de développement de Moscou publié en 1935 suggérait qu'une large avenue devrait être construite entre la place Loubianka au centre de Moscou et la place Komsomolskaïa, qui contient trois des principales gares de Moscou. Les blocs entiers de bâtiments historiques devaient être démolis. Il a été décidé qu'un certain nombre de bâtiments administratifs, y compris des ministères, seraient construits le long de l'avenue. Certains des projets, y compris la construction du Commissariat du peuple à l'agriculture par Alexeï Chtchoussev et le bâtiment Tsentrosoyuz par Le Corbusier ont été achevés, mais l'avenue n'a pas été construite à cause de la guerre. La construction n'a repris que dans les années 1960, avec un certain nombre de bâtiments modernistes et post-modernistes. 
Il est décidé qu'après l'achèvement, l'avenue portera le nom d'« avenue Novokirovsky » (en russe : Новокировский проспект), cependant, le tronçon menant à la place Turgenevskaïa n'a été achevé qu'à la fin des années 1980 et devient l'avenue Andreï Sakharov] en 1990. L'extension de la place Loubianka n'a jamais été réalisée.